# Emperador Xuan de Han

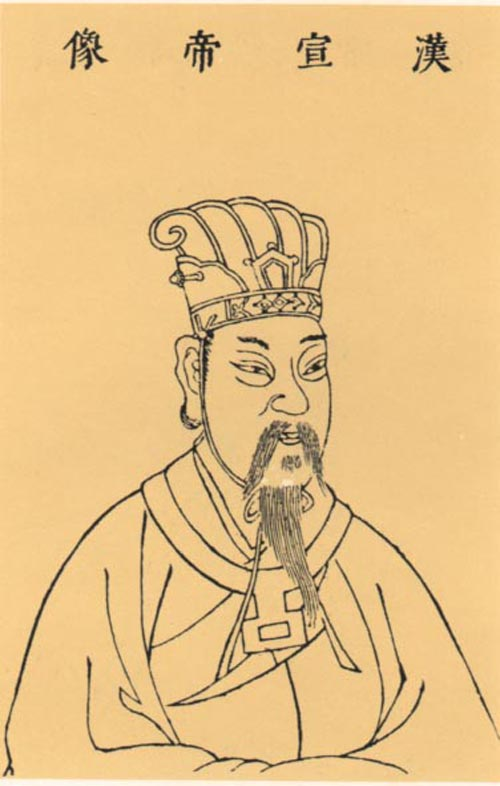
Emperador Xuan

Han Xuandi (91-49 a. C.), nacido Liu Bingyi (劉病已) después renombrado Liu Xun (劉詢), fue un emperador de la dinastía china de los Han entre 74 y 49 a. C.
Era bisnieto del emperador Wu de Han. Su abuelo, Liu Ju (刘据), hijo del emperador y de la emperatriz Wei (衛皇后), era el príncipe heredero de su padre, pero en 91 a. C, fue acusado de practicar la brujería contra el emperador y, después de haber sido obligado a una rebelión, Liu Ju se suicidó. El padre de Liu Xun, Liu Jin (刘进), murió igualmente durante la rebelión. Liu Xun siendo un niño en aquel tiempo, fue perdonado, pero fue barrido de la familia imperial.
Después del efímero reinado del Príncipe He de Changyi (27 días), Liu Xun fue proclamado emperador por Huo Guang. El emperador Han Xuandi ha sido considerado por los historiadores chinos como un emperador trabajador y brillante. Creciendo como un plebeyo, era bien consciente del sufrimiento de su pueblo. Redujo los impuestos y liberalizó el ejecutivo, nombrando ministros competentes. Consolidó su poder después de la muerte de Huo Guang, eliminando a la familia Huo, que había ejercido un poder considerable desde la muerte del emperador Wu.
Bajo su reinado, la dinastía de los Han conoció un nuevo periodo de prosperidad. Su reinado duró 25 años, y murió en 49 a. C. Fue enterrado en Han Duling (漢平陵), cerca de la actual Xi'an en Shaanxi. Liu Shi, su hijo, le sucedió bajo el nombre de emperador Han Yuandi.